# Peter Bush
Peter R. Bush (1946) és un traductor anglès de literatura que ha traduït literatura catalana, portuguesa i espanyola a l'anglès. Ha traduït autors com Juan Goytisolo, Mercè Rodoreda, Josep Pla i Quim Monzó.
Peter Bush va néixer a Spalding (Lincolnshire). El seu pare, de família de treballadors rurals, va ser impressor i sindicalista. La seva mare era d'una família de classe obrera a la ciutat de Sheffield. Va estudiar francès i espanyol a la Universitat de Cambridge i es va doctorar en Ficció i Història espanyoles a Universitat d'Oxford. Va ser professor de diferents escoles de Londres i finalment va ser professor de traducció literària a la Universitat de Middlesex i després a la Universitat d'Anglia de l'Est, on també va dirigir el Centre Britànic de Traducció Literària (British Centre for Literary Translation). ara viu a Barcelona.
Entre 1967 i 1972 va traduir diferents estudis econòmics i polítics. Des de llavors, només ha traduït literatura. En diferents entrevistes amb Carol Maier ha explicat com la traducció de Juan Goytisolo va canviar-li la vida. El 2009 va guanyar el premi Calouste Gulbenkian de traducció (Portugal) per la traducció del llibre Equator de Miguel Sousa Tavares.
El 2015 li fou concedida la Creu de Sant Jordi "per la projecció de la cultura catalana a partir del treball que l'acredita com el traductor més important actualment de les lletres catalanes a la llengua anglesa. Ha fet les versions de La plaça del Diamant, de Mercè Rodoreda; El quadern gris, de Josep Pla, i Incerta glòria, de Joan Sales, entre altres títols i autors. Guardonat el 2014 per la Fundació Ramon Llull, també ha traduït a l'anglès literatura castellana i portuguesa."
El 2017 ha estat guardonat amb el premi Memorial Francesc Macià, de la Fundació Josep Irla, en reconeixement de la seva trajectòria.

## Traduccions
Del català
- MONZÓ, Quim. The Enormity of the Tragedy. [La magnitud de la tragèdia], Londres: Peter Owen, 2007.
- SOLANA, Teresa. A Not So Perfect Crime. [Un crim imperfecte], Londres: Bitter Lemon, 2008.
- MOLINER, Empar. I love you when I’m drunk. [T’estimo si he begut], Manchester: Comma Productions, 2008.
- SUBIRANA, Jaume (ed.). New Catalan Fiction. Número especial de Review of Contemporary Fiction, [Dalkey Archive Press], vol. XXVIII, (primavera 2008). [[[Pere Calders i Rossinyol|Pere Calders]]: «The Unexpected at Number 10»; Imma Monsó: «The Window»; Sergi Pamies: «Our War»; Empar Moliner: «The Importance of Oral and Dental Hygiene»].
- SOLANA, Teresa. A Stitch in Time. [Feina feta no fa destorb], World Without Borders (2009).
- SOLANA, Teresa. The Offering. [L'ofrena] A: Lopez, Adriana V. (ed.) Barcelona Noir, Nova York: Akashic, 2009.
- CASAS, Joan. Naked, Black Beach. [Nus, obra de teatre] Cardigan: Parthian Press, 2009.
- EL HACHMI, Najat. The Last Patriarch. [L'últim patriarca], Londres: Serpent’s Tail, 2010.
- SOLANA, Teresa. A Shortcut to Paradise. [Drecera al paradís], Londres: Bitter Lemon, 2011.
- MONZÓ, Quim. Guadalajara. Londres: Open Letter, 2011.
- PLA, Josep. The Grey Notebook. [El quadern gris], NYC: New York Review of Books, 2013
- RODOREDA, Mercè. In Diamond Square. [La plaça del Diamant], NYC: Little Broun & co., 2013
- SALES, Joan. Uncertain Glory. [Incerta glòria],[9] Londres: MacLehose Press, 2013[10][11]
- PLA, Josep. Life Embitters. [La vida amarga], NYC: Archipelago Books, 2015[12]

Del castellà
- The pit and tonight de Juan Carlos Onetti. (El pozo,1930 i Para esta noche,1943). 1991.
- Farewells and a Grave with No Name de Juan Carlos Onetti. (Los adioses,1954 i Una tumba sin nombre',1959). 1992.
- The old man who read love stories de Luis Sepúlveda. (Viejo que leía novelas de amor,1989). New York: Harcourt Brace, 1994.
- No Man's Land de Juan Carlos Onetti. Translated from Tierra de nadie (1941). 1994.
- Quarantine de Juan Goytisolo (Cuarantena,1991). Quartet, 1994.
- Strawberry & chocolate de Senel Paz. London: Bloomsbury, 1995.
- Past caring de Juan Carlos Onetti. London, 1995.
- The flower of my secret de Pedro Almodóvar. London; Boston: Faber and Faber, 1996.
- (ed.) The voice of the turtle : an anthology of Cuban stories, London: Quartet Books, 1997
- The Marx family saga de Juan Goytisolo ('La saga de los Marx,1993). San Francisco: City Lights Books, 1999
- The garden of secrets de Juan Goytisolo. London: Serpent's Tail, 2000.
- Landscapes of war: from Sarajevo to Chechnya de Juan Goytisolo. San Francisco: City Lights Books, 2000.
- Forbidden territory; and, Realms of strife: the memoirs of Juan Goytisolo de Juan Goytisolo (Coto vedado and En los reinos de taifa). London, New York: Verso, 2003.
- (tr. amb Anne McLean) Shadow without a name d'Ignacio Padilla. New York: Farrar, Straus and Giroux, 2003
- (ed. amb Lisa Dillman) Spain. Berkeley, Calif.: Whereabouts Press, 2003. Anthology of translated Spanish literature in the Travelers' literary companion series.
- Queen Cocaine de Núria Amat. (Reina de América). San Francisco: City Lights Books, 2005.
- A cock-eyed comedy : starring friar Bugeo Montesino and other fairies of motley feather and fortune [Carajicomedia (de fray Bugeo Montesino y otros pájaros de vario plumaje y pluma), novel·la, 2000], by Juan Goytisolo. San Francisco: City Lights Books, 2005.
- Havana Blue de Leonardo Padura. Londres: Bitter Lemon, 2006.
- Celestina de Fernando de Rojas. Dedalus Books, 2009.
- Juan the Landless [Juan sin Tierra, novel·la, 1975], de Juan Goytisolo. Champaign: Dalkey Archive Press, 2009.
- Níjar Country [Campos de Níjar, viatges, 1954], de Juan Goytisolo. Santa Fe, Nou Mèxic: Lumen Books, 2010.
- Exiled from Almost Everywhere [El exiliado de aquí y allá, novel·la, 2008] de Juan Goytisolo. Dalkey Archive Press, 2011. ISBN 978-1564786357.[13]

Del portuguès
- Equator de Miguel Sousa Tavares.

### Altres
- (ed. with Kirsten Malkkjaer) Rimbaud's rainbow : literary translation in higher education, Amsterdam, Philadelphia: J. Benjamins, 1998.
- (ed. with Susan Bassnett) The Translator as Writer, Continuum, 2006.